# Guillaume André René Baston
Pour les articles homonymes, voir Baston.
 (mars 2020).
Si vous disposez d'ouvrages ou d'articles de référence ou si vous connaissez des sites web de qualité traitant du thème abordé ici, merci de compléter l'article en donnant les références utiles à sa vérifiabilité et en les liant à la section « Notes et références ».
Guillaume André René Baston, né à Rouen le 29 novembre 1741 et mort à Saint-Laurent (Seine-Inférieure) le 26 septembre 1825, est un chanoine et évêque français. 

## Biographie
Il est l'aîné de onze enfants de Jean Baston, receveur des impositions municipales de Pont-Audemer, et de Catherine Poidevin.
Il commence ses études à Pont-Audemer et les achève au collège de Rouen, chez les Jésuites. Il reçoit la tonsure en 1756 et entre dans le séminaire de Saint-Sulpice, dirigé par la communauté des Robertins à Paris. Il y fait son quinquennium et, le 11 octobre 1763, il est reçu maître ès arts dans l'Université de Paris, puis le 31 du même mois, bachelier de théologie. Il est envoyé comme professeur de philosophie au séminaire d'Angers puis est ordonné prêtre le 24 mars 1766. Il est ensuite nommé maitre de conférences au séminaire de Saint-Sulpice. Il poursuit en licence à la Sorbonne puis obtient le 7 février 1770, la deuxième place de sa promotion.
Le cardinal de la Rochefoucauld lui confie en 1770, la chaire de théologie au collège royal de Rouen. En récompense de ses services, Rochefoucauld gratifie Baston par un canonicat à la cathédrale de Rouen en décembre 1778, dignité très enviée à l'époque.
En 1803, après le Concordat, il est nommé chanoine, puis grand vicaire de Rouen, sous le cardinal Cambacérès. Il a vécu entre 1794 et 1803, à Coesfeld, alors que la cour s'était réfugiée à Hamm. Le 14 avril 1813, Napoléon Ier le nomme évêque de Sées. Il est révoqué à la Restauration.

## Distinction
- Chevalier de la Légion d'honneur[3]

## Écrits
- Réponse au Mémoire et à la Consultation de M. Linguet touchant l'indissolubilité du mariage, Paris, Imprimerie de M. Lambert, 1772, 134 p. (lire en ligne). — Signé « B*** doct. de Sorb. » : l'abbé Baston.
- Lettres de M. Philétès, curé catholique dans le diocèse de R***, en Angleterre, à Mrs les curés du diocèse de Lisieux, en France, protestant contre les Mandement et Instruction pastorale de leur évêque, des 20 décembre 1773 et 13 avril 1774, qui ordonnent des conférences et des retraites ecclésiastiques, Londres, s. n., 1775, 370 p. (lire en ligne). — Anonyme. Sur les contestations qui opposaient les curés du diocèse de Lisieux à leur évêque. Deux autres publications du même auteur (également anonymes) complètent celle-ci :
  - Confession de l'abbé D***, auteur des Lettres de Philétès, pour servir de supplément, de rétractation et d'antidote à son ouvrage, à MM. les curés protestants du diocèse de Lisieux, Louvain, P. Veri, 1776.
  - Confidences de deux curés protestants du diocèse de L*** [Lisieux], au sujet d'une brochure intitulée Défense des droits du second ordre..., données au public par M. Exomologèse, vicaire de ***, avec un commentaire par le même, Édimbourg, s. n., 1778.
- Les Entrevues du pape Ganganelli, servant de suite aux Lettres du même auteur, Anvers i. e. Rouen, P. Frakenner, 1777, 466 p. (lire en ligne). — Cet ouvrage, soi-disant traduit de l'italien par « Monsignor S*** », et attribué au pape Clément XIV, est de l'abbé Baston. Il existe une édition datée 1778.
- Voltairimeros, ou Première journée de M. de V*** [Voltaire] dans l'autre monde, Bruxelles, s. n., 1779, 214 et 215 p. (lire en ligne). — Anonyme.
- Allégorie, aux fidèles, Paris, Imprimerie de Guerbart, ca 1790, 12 p. (lire en ligne). — Anonyme. Contient : Pseaume [sic] imité de Jérémie et Le Bon pasteur, dédié à ses brebis (en vers). Ces deux pièces ont fait l'objet, chacune, d'un tiré à part ([Rouen], 1792). L'Allégorie évoque la menace d'un schisme dans l'Église de France.
- Déclaration du chapitre de l'Église métropolitaine de Rouen, sur le décret de l'Assemblée nationale du 13 avril 1790, concernant la religion, Rouen, Seyer, 1790, 7 p. (lire en ligne). — Rédigé, entre autres, par l'abbé Baston. Le Tribunal de police de Rouen condamna ce libelle « comme mensonger et séditieux » et ordonna sa « suppression ».
- Narrations d'Omaï, insulaire de la mer du Sud, ami et compagnon de voyage du capitaine Cook..., Rouen et Paris, Le Boucher le jeune et Buisson, 1790, 4 vol. — Prétendument traduit de l'« o-taïtien », par M. K***, et publié par le capitaine L. A. B. L'auteur véritable est l'abbé Baston. Texte repris dans Omaï le Raromatai, présenté par Jacques Raybaud (Papeete, J. Raybaud, (coll. « Mémoire du Pacifique »), 2015).
  - Tome 1 (lire en ligne).
  - Tome 2 (lire en ligne).
  - Tome 3 (lire en ligne).
  - Tome 4 (lire en ligne).
- Adresse de quelques catholiques de Rouen à tous les catholiques du département de la Seine-Inférieure, Rouen, s. n., 1791, 8 p.
- Analyse critique et raisonnée de plusieurs ouvrages sur la Constitution du clergé, composés par M. Charrier de La Roche, député à l'Assemblée nationale, élu évêque du département de la Seine-Inférieure, et métropolitain des Côtes de la Manche, Rouen, s. n., 1791, 40 p. (lire en ligne). — Anonyme. Cette brochure est complétée par les deux suivantes (également anonymes) :
  - Suite de l'analyse des ouvrages de M. Charrier de La Roche..., Rouen, s. n., 1791, 56 p. (lire en ligne).
  - Conclusion de l'analyse des ouvrages de M. Charrier de La Roche..., Rouen, s. n., 1791, 51 p. (lire en ligne).
- Apologétique pour les persécutés, au peuple de la ville de R**** [Rouen], des campagnes circonvoisines, et de tout le département de *** [Seine-Inférieure], salut et bénédiction, en celui qui est la force des faibles et la consolation des affligés, Rouen, s. n., ca 1791-1792, 56 p. — Anonyme.
- Apperçu [sic] d'un citoyen sur le serment demandé à tous les ecclésiastiques par la nouvelle législature, Rouen, s. n., 1791, 15 p. — Anonyme.
- Au solitaire auteur des Réflexions tirées de l'Écriture sainte sur l'état actuel du clergé de France, paix et salut, Rouen, s. n., 1791, 15 p. — Il existe une suite : Point de réplique au solitaire, Rouen, s. n., 1791. — Les deux brochures sont anonymes.
- Doctrine catholique sur le mariage, Rouen, L. Dumesnil, 1791, 264 p. — Par l'abbé B***** P.-D.-T. (professeur de théologie) : l'abbé Baston.
- Doutes proposés à monsieur V*** [Verdier], curé de C. le R. [Choisy-le-Roi] sur sa promotion à l'épiscopat, Rouen, s. n., 1791, 48 p. (lire en ligne). — Anonyme.
- Éclaircissements demandés à M. Charrier de La Roche sur un écrit intitulé : Lettre pastorale de M. l'évêque de Rouen aux fidèles de son diocèse, Rouen, s. n., 1791, 16 p. — Anonyme.
- Guillaume, prêtre dans le diocèse de Rouen, à M. L. C. de L. R. [Louis Charrier de La Roche], évêque constitutionnel du département de la Seine-Inférieure, salut et retour à l'unité, Rouen, s. n., 1991, i. e. 1791, 36 p. — Par le « prêtre Guillaume », c'est-à-dire l'abbé Guillaume-André-René Baston.
- Lettre d'un curé du diocèse de Rouen à M. Charrier de La Roche, élu évêque au département de la Seine-Inférieure, Paris, Imprimerie de Crapart, 1791, 16 p. (lire en ligne). — Anonyme.
- Observations de quelques théologiens sur un écrit intitulé Adresse de la Société des Amis de la Constitution à Rouen, à tous les citoyens du département de la Seine-Inférieure, sur le serment que doivent prêter les ecclésiastiques fonctionnaires publics, Rouen, Imprimerie de la veuve Laurent Dumesnil, 1791, 22 p. (lire en ligne). — Anonyme.
- Remarques sur la Lettre circulaire de M. Charrier de La Roche, en date du 18 mai 1791, Rouen, s. n., 1791, 11 p. — Anonyme.
- Remontrance au peuple, Rouen, s. n., 1791, 16 p. — Anonyme. Défense des prêtres non-jureurs.
- Réponse aux calomnies des clubistes de Rouen, consignées dans leur pétition à l'Assemblée nationale sur la destruction des maisons religieuses, Rouen, s. n., 1791, 8 p. — Anonyme.
- Solution d'un cas de conscience proposé par quelques-uns de MM. les chapelains de la cathédrale de Rouen, Rouen, s. n., 1791, 16 p. — Anonyme.
- De l'absolution donnée à l'article de la mort par un prêtre schismatique constitutionnel, Munster, s. n., 1792, 88 p.
- Essai de morale à l'usage de l'Église gallicane non-assermentée, Paris et Rouen, chez les libraires associés, 1792, 124 p. (lire en ligne). — Par M. Bacth. D. de S. : l'abbé Baston.
- M. Gratien invité à revoir ses assertions sur le mariage, Rouen, s. n., 1792, 24 p. — Anonyme.
- La Rareté, ou les Inassermentés [sic] défendus et pleinement justifiés par M. Gratien, Rouen, s. n., 1792, 16 p. — Anonyme.
- La Branche d'olivier, présentée aux ecclésiastiques du diocèse de Rouen, Rouen, Robert, 1801, 42 p. (lire en ligne). — Par G. A. R. B**** (prof. en théolog.) : l'abbé Baston.
- Le Docteur romain, ou Entretiens sur les démissions [des évêques], Rouen et Paris, J. B. M. Robert, veuve Lamy et Petit, germinal an x (mars 1802), VIII-200 p. (lire en ligne). — Entretiens recueillis par « le citoyen Frîdensmann » : l'abbé Baston.
- Exposition de la conduite que M. G.-A.-R. Baston, nommé à l'évêché de Séez, a tenue dans ce diocèse, et de celle qu'on a tenue à son égard, Rouen, Veuve Ferrand, 1815. — L'auteur fit imprimer cet écrit mais renonça à le publier et en détruisit tous les exemplaires, excepté cinq ou six offerts à des amis[4].
- Lectiones theologicæ, ad usum diocesis Rothomagensis, Rotomagi Rouen, Mégard et Cambacérès, 1818, 2e éd., 10 vol. (lire en ligne). — En collaboration avec l'abbé Louis-Théopompe Tuvache de Vertville. La première édition aurait paru de 1779 à 1783.
- Réclamations pour l'Église de France et pour la vérité contre l'ouvrage de M. le comte de Maistre intitulé : Du pape, et contre la suite, ayant pour titre : De l'Église gallicane dans son rapport avec le souverain pontife, Paris, Pichard, Audin, Petit etc., septembre 1821-février 1824, 2 vol. — Préface de l'éditeur signée « É. N. ». Aurait été publié sous les auspices de l'abbé Aimé Guillon. Il existe un prospectus.
  - Tome 1 (lire en ligne).
  - Tome 2 (lire en ligne).
- Solution d'une question de droit canonique, Paris, Pichard, 1821, 80 p. — « Par un docteur de Sorbonne » : l'abbé Baston.
- Antidote contre les erreurs et la réputation de l'Essai sur l'indifférence en matière de religion, Paris et Besançon, Gauthier frères, 1823, XIV-451 p. — Réédition en 1825.
- Concordance des lois civiles et des lois ecclésiastiques de France touchant le mariage, Paris et Besançon, Gauthier frères, 1824, 396 p. (lire en ligne).
- Jean Bockelson, ou le Roi de Münster : fragment historique, Paris et Besançon, Gauthier frères, 1824, VII-255 p. (lire en ligne). — Réédité sous le titre : Jean de Leyde, roi de Münster dans : Les Rois d'un jour (Paris, C. Delagrave, 1892).
- Précis sur l'usure attribuée aux prêts du commerce..., suivi de l'opinion analogue de l'abbé Bergier comparée avec celle que lui prête un éditeur de Toulouse, Paris, A. André, Pichard, Delaunay etc., 1825, 234 p. (lire en ligne). — « Par M. B..... » : l'abbé Baston.
- Mémoires de l'abbé Baston, chanoine de Rouen, d'après le manuscrit original..., Paris, A. Picard et fils, coll. « Ouvrages publiés par la Société d'histoire contemporaine » (no 15, 19, 21), 1897-1899, 3 vol. — Publiés par Julien Loth et Charles Verger. Réédités en fac-similé en 1977 (Paris et Genève, H. Champion, Slatkine, Mégariotis).
  - Tome 1 : 1741-1792 (lire en ligne).
  - Tome 2 : Années d’exil, 1792-1803 (lire en ligne).
  - Tome 3 : 1803-1818 (lire en ligne).

Certains passages du manuscrit original n’ont pas été publiés en raison de « leur intérêt purement local ». Parmi ceux-ci : « Le Substitut de Pontaudemer [sic] », Bulletin de la Société de l’histoire de Normandie,‎ 1896, p. 378-387 (lire en ligne).